# Без бретелек
«Без бретелек» (англ. Strapless) — британский художественный фильм 1989 года в жанре мелодрамы с участием Блэйра Брауна, Бруно Ганца и Бриджит Фонды. Сценарист и режиссёр этого фильма — Дэвид Хэр. В фильме также снимались Алэн Ховард, Майкл Гоф и Хью Лори. Просматривать этот фильм можно детям от 13 лет совместно с родителями.

## Сюжет
Главная героиня фильма — американский врач Лилиан Хемпель, которая уже 12 лет работает в Лондоне. Она заканчивает свой долгий роман с неким мужчиной и испытывает кризис среднего возраста. Чтобы как-то развеяться, она едет в путешествие по всей Европе, чтобы осмотреть церкви в разных городах. Во время этого путешествия в Португалии она встречает таинственного красивого бизнесмена Рэймонда Форбеса. Рэймонд нравится Лилиан, он тоже испытывает симпатию и начинает ухаживать за ней.
Но поездка завершена, и Лилиан должна вернуться в Лондон, чтобы продолжить работу врача. Дома её ждёт младшая сестра Эми. Эми, в отличие от Лилиан, безответственна, у неё нет никаких серьёзных занятий, и она праздно проводит своё время, развлекаясь на дискотеках и вечеринках. Через некоторое время в Лондоне появляется и бизнесмен Рэймонд Форбес, который говорит Лилиан, что любит её и хочет на ней жениться.
В дальнейшем бизнесмен таинственно исчезает. Потом оказывается, что у него была жена с ребёнком, которых он бросил. У Лилиан начинаются трудности на работе — у неё становится меньше клиентов. Но, несмотря ни на что, сёстры Лилиан и Эми преодолевают свои неудачи с мужчинами и сохраняют свою дружбу.

## В ролях
- Блэр Браун — доктор Лилиан Хемпель
- Бруно Ганц — Рэймонд Форбес
- Бриджит Фонда — Эми Хемпель
- Алэн Ховард — господин Коопер
- Майкл Гоф — Дуглас Броди
- Хью Лори — Колин
- Сюзанн Бурден — Ромэйн Сэлмон

## Интересные факты
- Дата релиза фильма — 14 мая 1989 года
- В США фильм был показан впервые 18 мая 1990 года